# Ovacık (Tunceli)
Ovacık (auch Zerenik oder Pulur, von armenisch plur – „Hügel“) ist eine Stadt und Hauptort des gleichnamigen Landkreises (İlçe) in der ostanatolischen Provinz Tunceli. Die Stadt Ovacık liegt in einer Ebene nördlich des Munzur-Vadisi-Nationalparks und etwa 65 Straßenkilometer (Luftlinie: 40 km) nordwestlich der Provinzhauptstadt Tunceli. Aus dieser Lage resultiert auch der Name Ovacık, von türkisch Ova für Ebene, wobei Ovacık als Diminutiv für Kleine Ebene steht. Der traditionelle Name Pulur stammt aus dem armenischen Wort für Hügel ab.
Der Landkreis liegt im Nordwesten der Provinz und grenzt an die Kreise Pülümür im Osten und Hozat im Süden, an den zentralen Landkreis (Merkez) im Südosten. Im Norden und im Westen bildet die Provinz Erzincan die Außengrenze.

## Historische Schlaglichter

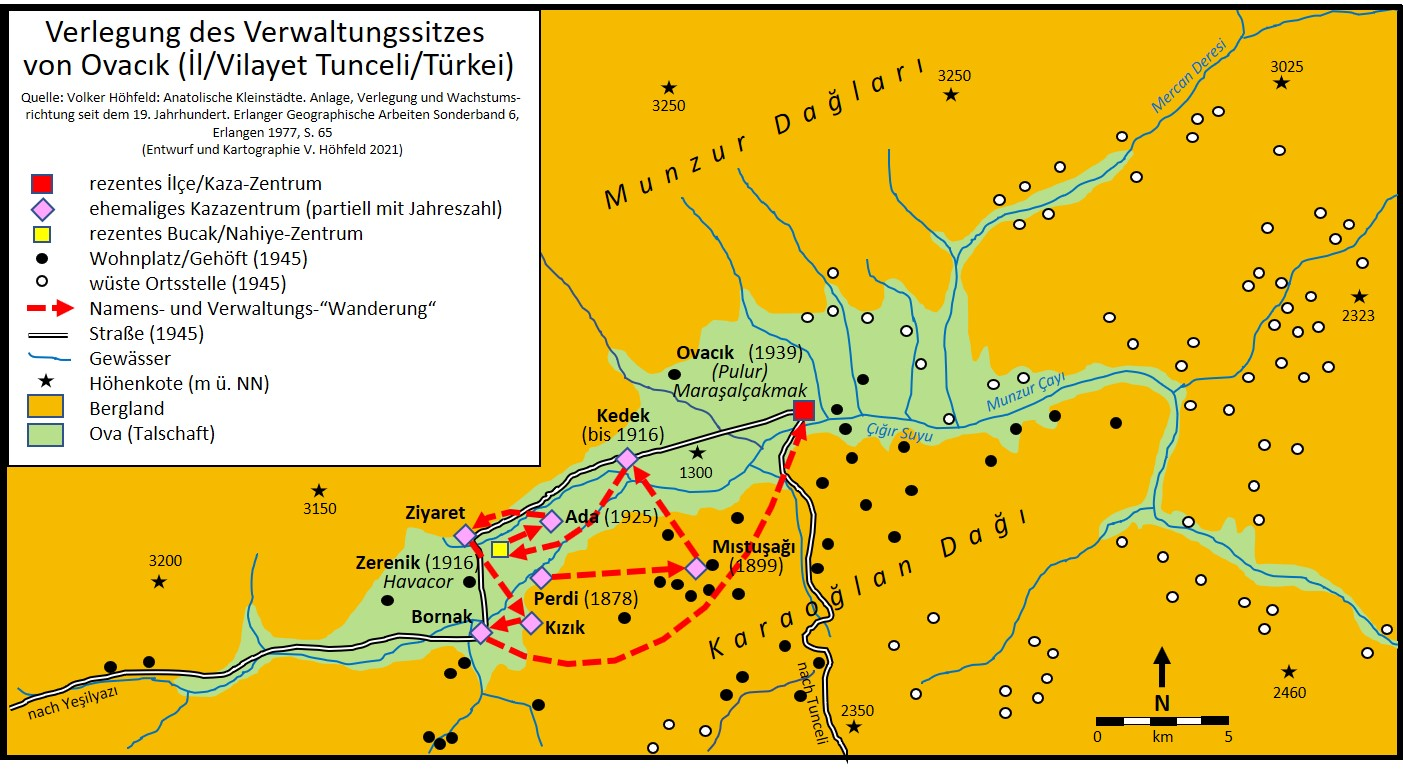
Die Karte zeigt die mehrfache phasenhafte Verlegung der Regionalverwaltung auf verschiedene Siedlungszentren innerhalb der Ova von Ovacık (Tunceli, Türkei) seit 1878.

Der Kreis (bzw. Kaza als Vorläufer) bestand schon vor Gründung der Türkischen Republik (1923) im Sandschak Dersim des (Vilâyet Mamuretül-Aziz). Name und Verwaltungsbehörde des Talbereichs von Ovacık haben eine merkwürdige Verlegungsabfolge durchgemacht. 1878 wurden die Kasaba Ovacık im Ort Pardi gegründet und eine Kreisverwaltung dort eingerichtet. Nach 1899 bis 1916 zog der Landrat zuerst nach Mistuşağı, dann nach Kedek und danach nach Zerenik um. 1916, nach dem russischen Krieg, wurde das Dorf aufgelöst und 1925 in Ada ein neuer Hauptort angelegt. Es folgten weitere Verwaltungsumzüge nach Ziyaret, Kızık und Bornak, bis man sich letztendlich auf den Ort Pülür (ehemals Maraşalçakmak) einigte. AlIe diese Orte trugen jeweils zum Zeitpunkt, an dem sie als Sitz der Behörde fungierten, den Namen der Region: Ovacık.
Anfang 1936 wechselte der Kreis vom Vilâyet Elaziğ in die neugegründete Provinz Tunceli (Gesetz Nr. 2885). 1927 wies die Volkszählung eine Bevölkerung von 5.326 Einwohnern in 81 Ortschaften aus, acht Jahre später zur nächsten Volkszählung waren es 9.618 Einwohner in 85 Dörfern.
Der zweitgrößte Kreis der Provinz besteht 2020 neben der Kreisstadt (46,36 % der Kreisbevölkerung) aus 62 Dörfern (Köy) mit durchschnittlich 57 Bewohnern. 19 Dörfer haben mehr Einwohner als der Durchschnitt, 54 weniger als 100 Einwohner. Die Palette der Einwohnerzahlen reicht von 325 (Koyungölü) bis auf 8 Einwohner (Yoğunçam). Mit einer Bevölkerungsdichte von 4,7 ist der Kreis Ovacık der am zweitdünnsten besiedelte (Provinzdurchschnitt: 11,0 Einw. je km²).

## Geographisch-ökonomische Strukturen
Die etwa 74 km² große Ovacık-Ebene ist eines der größten und wichtigsten landwirtschaftlichen Gebiete der Provinz Tunceli. Der Lebensunterhalt der Menschen basiert hauptsächlich auf Landwirtschaft und Viehzucht, wobei die wichtigsten landwirtschaftlichen Produkte Weizen und vor allem Bohnen sind. Die sehr kalte, schneereiche und lange Wintersaison hat die landwirtschaftliche Aktivität auf einen kurzen Zeitraum von drei Monaten begrenzt. Darüber hinaus betreibt nahezu jede Familie in den Dörfern des Kreises Tierhaltung. Vor allem die Imkerei in den Sommermonaten hat seit etwa 2010 erhebliche Fortschritte gemacht. Die Weideflächen nehmen den größten Anteil im Landkreis ein, einer der wesentlichen Gründe für die Viehwirtschaft als wichtigste Wirtschaftstätigkeit. Der nördliche Teil des Bezirks ist von kahlen Felsgebieten umgeben und Almwirtschaft wird nur in bestimmten Weidegebieten betrieben. Das im Landkreis weit verbreitete Heidekraut wächst vor allem in neu angelegten/aufgeforsteten oder degradierten Wäldern, von denen bekannt ist, dass diese Gebiete früher reine Waldgebiete waren. Neben der wirtschaftlichen Existenzgrundlage als Waldweide wird fast der gesamte Winterbrennstoffbedarf des Kreiszentrums und seiner Dörferin der meisten dortigen Walddörfer aus diesen Wäldern gedeckt. Wiesenflächen entlang des Munzur Çayı-Tales decken zudem den  Weideflächen- und Winterfutterbedarf für das Großvieh (Rinder) im Landkreis.
Im Bezirk Ovacık, dessen jahresdurchschnittliche Gesamtniederschlagsmenge etwa 200 mm beträgt, beginnen die Niederschläge im Allgemeinen zunehmend in der Herbstsaison und erreichen ihr höchsten Niveaus im Winter, um ab dem Frühjahr wieder abzunehmen. Sie sinkt im Sommer auf niedrigsten Stand und zeigt damit eine typische kontinentale Klimacharakteristik. Während diese Niederschläge von Mitte November bis Ende März in der Regel in Form von Schnee fallen, kommen sie im Frühjahr und Herbst als Regen herunter. In einigen Jahren beträgt der maximale Schneefall im Bezirk an die 4 m Höhe. Zusammen mit der Temperatur wirken sich diese Niederschlagsmerkmale nachteilig auf die wirtschaftlichen Aktivitäten im Landkreis aus. Denn die etwa 6 Monate andauernden Winterbedingungen schränkten sowohl die Landwirtschaft als auch die Tierhaltung ein. Diese klimatischen Eigenschaften haben allerdings auch Vorteile: Die Schneedecke verhindert das Einfrieren der mit Schnee bedeckten Nutzpflanzen bei niedrigen Temperaturen im Winter. Darüber hinaus ist der reichliche Schneefall im Winter das Wasserpotential des Landkreises. Durch langsames Schmelzen im Frühjahr versickert das Schmelzwasser im Boden oder mischt sich mit den Fließgewässern und deckt im Sommer den gesamten Wasserbedarf des Landkreises. 
Der Hauptfluss des Landkreises ist ca. 17 km lange Munzur Çayı, der im Westen von Ovacık entspringt und durch die Ovacık-Ebene sowie durch Tunceli fließt und in den Kebanstausee in der Nähe von Elazığ mündet. Wichtige Bäche, wie der Kızılca Çayı, Kuru Çayı, Boğaz Çayı, Arel Çayı, Paşadüzü Çayı, Değirmendere, Aksu Çayı, Mercan Suyu und Çayüstü Çayı, sammeln das Wasser aus den umliegenden Gebirgen in den Munzur Çayı. Darüber hinaus gibt es einige natürliche Seen im Bezirk. Die größten dieser Seen sind die durch das Abschmelzen von Gletschern entstandenen Seen auf den Munzur Dağları nördlich des Kreiszentrums sowie beim Dorf Köseler. Die wichtigsten von ihnen sind Kepir Gölü, Coral Gölüler, Kamisli Gölü, Cenk Dere Gölü und Hizir Gölü.

## Besonderheiten
- Das 2015 in einer Höhe von 1500 m vom Ministerium für Jugend und Sport im Bezirk Ovacık im Dorf Öveçler, 3 Kilometer von Ovacık entfernt mit einer Investition von 5 Millionen Lira in Betrieb genommene Skigebiet von Ovacık (Ovacık Kayak Merkezi, 39°20'51.3"N 39°12'54.1"E) bietet die Möglichkeit, etwa 5 Monate im Jahr Ski zu fahren. Es offeriert Skipisten mit einer Gesamtlänge von 1,2 km, umfasst einen Sessellift mit einer Kapazität von 100 Personen, eine 300 Meter lange „Babylift“-Strecke für Kinder und Anfänger sowie Schneebrecher und ein Snowbikes.[10]
- Mit biologischen Lebensmitteln (Bohnen und Honig), die von Kooperativen aus Ovacık angebaut werden, finanziert die Stadtverwaltung ein kostenfreies Bussystem und Schulstipendien.[11]
- Bürgermeister Maçoğlu war der einzige Bürgermeister der ganzen Türkei, der Mitglied der Türkischen Kommunistischen Partei ist.